# Scapigliatura

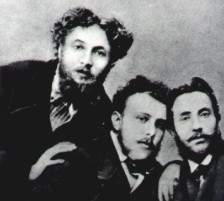
Emilio Praga, Carlo Dossi et Luigi Conconi.

La Scapigliatura /skapiʎʎaˈtuːra/ est un mouvement littéraire et artistique qui s'est développé en Italie du Nord. Il commence à Milan et se diffuse ensuite dans toute la péninsule particulièrement dans les années 1860-1880. Le terme (scapigliato = ébouriffé) est la traduction libre du mot français « bohème » qui se réfère à la vie désordonnée et anticonformiste des artistes parisiens décrite dans le roman d'Henri Murger Scènes de la vie de bohème publié à partir de 1847.
Les « Scapigliati » sont animés d'un esprit de rébellion contre la culture traditionnelle et le bon sens bourgeois. Un des premiers objectifs de leur bataille est le conservatisme de la culture officielle italienne. Ils critiquent le romantisme italien qu'ils jugent langoureux et artificiel et le provincialisme de la culture du Risorgimento. Ils adoptent un point de vue différent sur la réalité et cherchent à trouver le lien subtil entre le physique et le psychique. De là se développe la fascination qu'exerce sur eux le thème de la maladie dans leur poésie. La maladie se retrouve souvent aussi mêlée à leur existence qui, comme celle des « bohèmes » français, est en général fort brève.
La Scapigliatura n'a jamais été une école ou un mouvement organisé, mais elle a eu le mérite de faire émerger pour la première fois en Italie le conflit entre l'artiste et la société typique du romantisme européen. La modernisation qui suivit l'unification de l'Italie avait repoussé les intellectuels humanistes italiens aux marges de la société. C'est ainsi que se développe chez les Scapigliati un sentiment de rébellion et de mépris total pour les normes morales et les convictions courantes qui eut pour conséquence de créer le mythe de la vie dissipée et sans règles.
Chez les Scapigliati se forme une sorte de conscience duelle qui souligne le contraste violent entre l'« idéal » qu'on cherche à atteindre et le « réel », la dure réalité.
Le mouvement se développe en prenant pour modèles Jean Paul, E.T.A. Hoffmann, Heinrich Heine, et Charles Baudelaire.
En littérature, les principaux représentants sont Cletto Arrighi (pseudonyme de Carlo Righetti), Vittorio Imbriani, Giovanni Camerana, Iginio Ugo Tarchetti, les frères Arrigo et Camillo Boito, Carlo Dossi, Ferdinando Fontana et Emilio Praga.

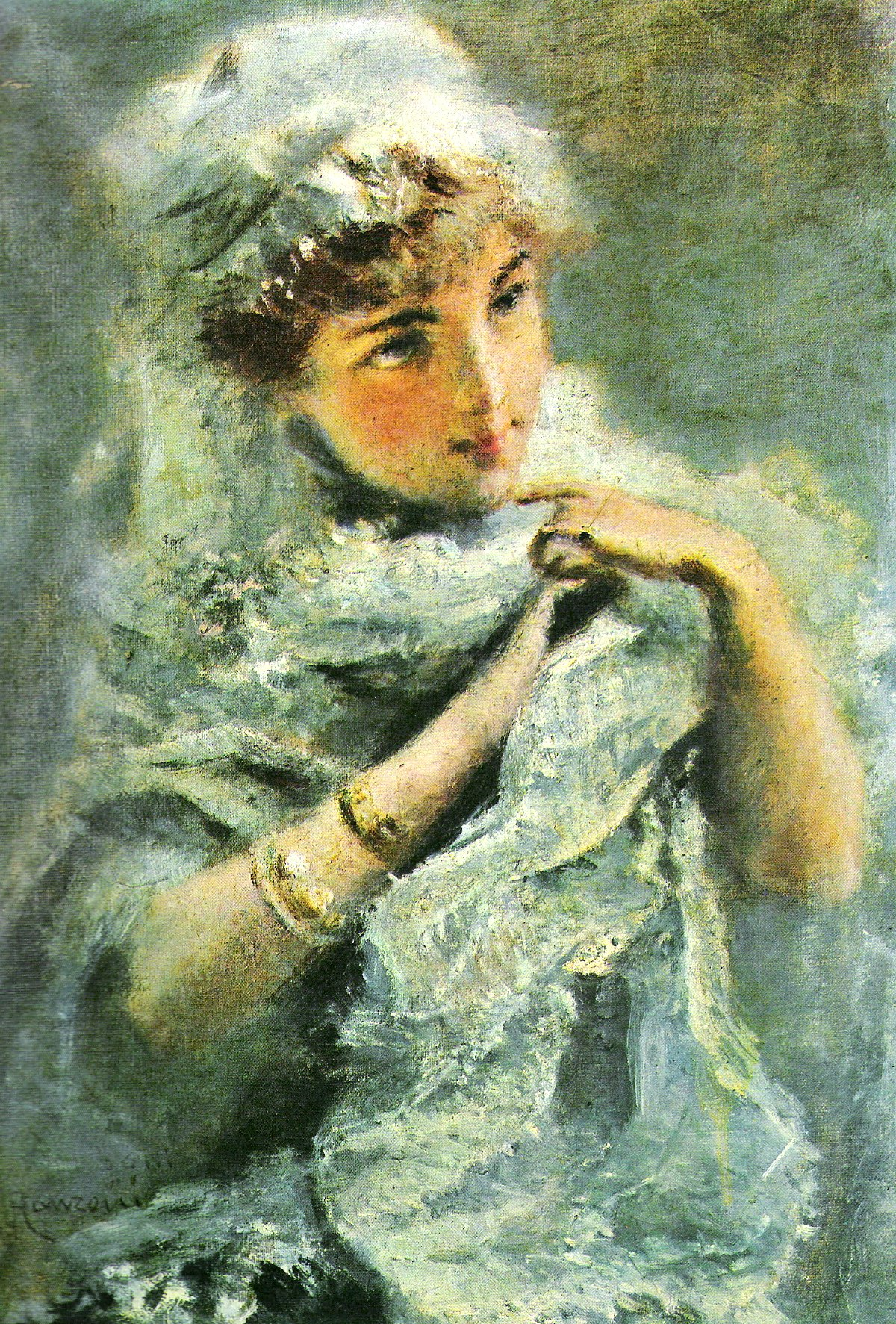
Jeune fille anglaise
Daniele Ranzoni (1886)
Collection De Lorenzi, Milan

En art, on compte les peintres Tranquillo Cremona, Daniele Ranzoni, Giuseppe Amisani, Francesco Filippini, Eugenio Gignous, Luigi Conconi et Mosè Bianchi, ainsi que le sculpteur Giuseppe Grandi.
En musique, appartiennent au mouvement le même Arrigo Boito (librettiste des opéras de Giuseppe Verdi Otello et Falstaff, et compositeur de Mefistofele et Nerone), ainsi que Alfredo Catalani (Loreley et La Wally), Amilcare Ponchielli (La Gioconda). Giacomo Puccini, également, fait ses premiers pas dans le monde de la scapigliatura avec deux livrets de Fontana, à savoir Le Villi et Edgar, et composera, plus tard, l'opéra La Bohème.